# Мжачик, Алексей Владимирович
Алексей Владимирович Мжачик (бел. Аляксей Уладзіміравіч Мжачык; 30 июня 1996, Пинск, Брестская область — 1 августа 2021, Германия) — белорусский тяжелоатлет, выступавший в весовой категории свыше 109 кг. Серебряный призёр юниорского чемпионата мира 2015, участник Олимпийских игр в Рио-де-Жанейро, многократный призёр чемпионатов Белоруссии. Мастер спорта Республики Беларусь международного класса (2018).

## Биография
Родился 30 июня 1996 года в Пинске. С 9 лет занимался тяжёлой атлетикой, в 2006 году в секцию его привёл отчим.
Участник юношеских и молодёжных чемпионатов Белоруссии. В 17 лет стал чемпионом Белоруссии среди юниоров (2014).
В 2015 году на 41-м чемпионате мира среди юниоров во Вроцлаве завоевал серебряную медаль. В том же году на взрослом чемпионате Европы в Тбилиси стал 8-м в категории свыше 105 кг.
Участник летних Олимпийских игр в Рио-де-Жанейро, где с итоговым весом 411 кг (рывок 187 кг, толчок 224 кг) занял 12-е место в категории свыше 105 кг.
Серебряный призёр чемпионатов Белоруссии (2016, 2018 и 2019).
Погиб 1 августа 2021 года в Германии в результате автомобильной аварии.

## Спортивные результаты
| Год  | Соревнование                                     | Место проведения | Весовая категория | Рывок  | Толчок | Сумма двоеборья | Место |
| 2015 | Чемпионат Европы                                 | Тбилиси          | свыше 105 кг      | 180 кг | 212 кг | 392 кг          | 8     |
| 2015 | Чемпионат мира по тяжёлой атлетике среди юниоров | Вроцлав          | свыше 105 кг      | 181 кг | 220 кг | 401 кг          | 2     |
| 2016 | Летние Олимпийские игры                          | Рио-де-Жанейро   | свыше 105 кг      | 187 кг | 224 кг | 411 кг          | 12    |
| 2017 | Чемпионат Европы                                 | Сплит            | свыше 105 кг      | 182 кг | 218 кг | 400 кг          | 8     |
| 2018 | Чемпионат мира                                   | Ашхабад          | свыше 109 кг      | 175 кг | 215 кг | 390 кг          | 14    |